# Säkularisierung
Säkularisierung (von lateinisch saeculum ‚Zeit‘, ‚Zeitalter‘; auch: ‚Jahrhundert‘) bedeutet allgemein jede Form von Verweltlichung. Im engeren Sinne bezeichnet der Begriff die Annahme, dass durch den Humanismus und die Aufklärung ausgelöste Prozesse, Bindungen an Religion gelockert oder gelöst haben und Fragen der Lebensführung dem Bereich der menschlichen Vernunft zugeordnet haben. Soziologisch wird dieser Prozess als „sozialer Bedeutungsverlust von Religion“ interpretiert. In der jüngeren Geschichte wird Säkularisierung vor allem in „westlichen“ Gesellschaften diagnostiziert und mit Entchristlichung gleichgesetzt.

## Begriffliches
Das lateinische Wort saeculum bedeutete ursprünglich ‚Zeitalter‘, ‚Jahrhundert‘, im Kirchenlatein dann ‚die zeitliche Welt‘ und damit das Irdische im Gegensatz zum Ewigen. Das Adjektiv „säkular“ (lateinisch saecularis) hat von daher die Bedeutung „weltlich“, „profan“; das davon abgeleitete Verb „säkularisieren“ die Bedeutung „etwas weltlich / profan machen“. Der Begriff Säkularisation bzw. Säkularisierung wurde daher zur Bezeichnung des Übergangs einer Sache aus dem Eigentum der Kirche (Bistümer und Klöster) in das von (nicht fürstbischöflich regierten) Staaten (zu dieser Begriffsbedeutung siehe Säkularisation) verwendet. Die erste dokumentierte Begriffsverwendung (allerdings in diesem Sinne einer Überführung des Kirchbesitzes in weltliche Hände) erfolgte durch Henri d’Orléans bei den Verhandlungen für den Westfälischen Frieden in Münster 1648. Seit der Wende zum 19. Jahrhundert fächerten sich die Bedeutungen weiter auf.
Der Religionswissenschaftler und interkulturelle Theologe Michael Bergunder gibt an, dass die Bezeichnung Säkularisierung heute vornehmlich in drei Aspekten gebraucht wird:
1. für die Loslösung „weltlicher“ Bereiche von religiösen Normen und Institutionen
2. für den Rückgang als traditionell religiös verstandener Überzeugungen und Verhaltensformen
3. für eine Zuordnung von Religion zu einer privaten Sphäre, die als von einer öffentlichen Sphäre getrennt betrachtet wird.[2] Diesen Prozess charakterisiert Ernst-Wolfgang Böckenförde als „Ablösung der politischen Ordnung als solcher von ihrer geistlich-religiösen Bestimmung und Durchformung“ (Trennung zwischen Religion und Staat).

In der Soziologie wird Säkularisierung im Rahmen der Theorie des sozialen Wandels begrifflich enger, jedoch thematisch allgemeiner als sozialer Prozess verstanden, der gegenläufig zur Magisierung steht. So hat insbesondere der Klassiker der soziologischen Säkularisierungstheorie Max Weber den Begriff als „Entzauberung der Welt“ bestimmt. Dabei wird unterschieden zwischen der Säkularisierung (Begriff für den Prozess, d. h. Vorgang) und der Säkularität (Begriff für den Zustand) einer Gesellschaft. In der statistischen Umfrageforschung wird der Begriff häufig aus Operationalisierungszwängen oft nur sehr formal und negativ bestimmt als Prozess eines sozialen Bedeutungsverlustes von Religion in modernen Gesellschaften. Die von Max Weber begründete Tradition eines materialen Säkularisierungsbegriffs untersucht demgegenüber konkrete Transformationsprozesse kultureller Deutungsmuster im Sinne einer auch inhaltlich fortschreitenden Entzauberung von Weltbildern und Lebensentwürfen. Der Soziologe Manuel Franzmann (siehe Literaturliste) vertritt in der Linie dieser Tradition die Auffassung, dass die Säkularisierung material zu einer fortschreitenden Artikulation des strukturellen Autonomiepotenzials menschlicher Praxis führe, wie schon der Übergang religiösen Gottesgnadentum zur Volkssouveränität (kollektive Autonomie) als Prinzip der Herrschaftslegitimation etwa im Zuge der Französischen Revolution zeige. Dies gelte ebenso für die individuelle Lebensführung, auch wenn sich diese historisch erst sehr viel später, in Deutschland erst seit den 1960er-Jahren, massenhaft entfaltete. Die säkularisierte Autonomisierung zeige sich insbesondere in der fortschreitenden Ästhetisierung der Lebensführung, die das Autonomieprinzip lebenspraktisch operationalisiere.
Mit Säkularisierung wird – denkerisch – auch der Übergang von Begriffen und Vorstellungen aus einem primär religiösen in einen allgemeineren Kontext von Philosophie und Zeitgeist bezeichnet (z. B. Paradies, Sünde, Erlösung, Heilsgeschichte, Apokalypse u. v. a.).

## Säkularisierung in der Geschichte
Säkularisierung vollzieht sich in vielen historischen Gesellschaften als eine Form und Begleiterscheinung des sozialen Wandels. So kann man das 5. und 4. vorchristliche Jahrhundert des antiken Griechenlands als klassische Periode einer Säkularisierung auffassen, in dem sich z. B. das Theater von seinem ursprünglich kultisch-religiösen Inhalt trennte und zu einer autonomen Kunstgattung wurde.
Säkularisierung in der ersten Bedeutung ist die Abschaffung der Staatsreligion und hat einen erheblichen Machtverlust der religiösen Institutionen, vor allem der Kirchen, zugunsten des Staates zur Folge.

## Säkularisierung in modernen Gesellschaften
In der westlichen Welt gilt die Trennung zwischen Staat und religiösen Institutionen für weite Teile der Gesellschaft als erstrebenswerte und notwendige Voraussetzung für eine demokratische Gesellschaftsform. In der säkularen Demokratie sind nicht religiös fundierte Glaubenssätze, sondern der Wille der Wähler, das Gemeinwohl sowie bürgerliche Werte wie Freiheit, Gleichheit und Solidarität die Richtschnur des politischen Handelns.
In den aktuellen Diskussionen wird Säkularisierung als ein umfassender Prozess verstanden, der zentral mit der Modernisierung verbunden ist, womit zugleich eine Wertung ausgedrückt ist. Dieser Prozess schlägt sich nicht nur in der Trennung von Staat und Kirche nieder, sondern umfasst auch eine schwindende soziale Bedeutung von Religion im Sinne eines Rückgangs ihres Einflusses auf das öffentliche Leben (z. B. Einfluss im Erziehungssystem) und der Mitgliederzahlen von Kirchen wie der Anzahl religiöser Menschen. Die häufig kritisierte Annahme der Linearität der Säkularisierung wurde in jüngeren Arbeiten von Pippa Norris und Ronald Inglehart sowie Detlef Pollack und seinem Schüler Gert Pickel durch Überlegungen der kulturellen Pfadabhängigkeit der Säkularisierung ergänzt. Danach gibt es drei Modelle in der Religionssoziologie:
1) Die Säkularisierungsthese sieht eine Grundspannung zwischen Moderne und Religion und einen andauernden Abwärtstrend der Religion, nachdem die Wissenschaft der Moderne die Religion ‚entzaubert’ hat. Frühe Vertreter sind hier Emile Durkheim, Georg Simmel, Peter L. Berger. Noch 1968 schrieb der renommierte jüdisch-lutherische Soziologe in der New York Times: „Im 21. Jahrhundert wird man religiöse Gläubige möglicherweise nur in kleinen Gruppen finden, wo sie eng zusammengedrängt einer weltweiten säkularen Kultur widerstehen.“
2) Die Individualisierungsthese (Privatisierungsthese) nimmt Religiosität eine konstante Grundfunktion des Individuums an und zeigt die Verschiebung von der institutionellen auf die persönlich-individuelle (‚Privatisierung der Religion’). Vertreter sind Thomas Luckmann oder Grace Davie.
3) Das Marktmodell geht auch von einer konstanten Grundfunktion der Religion aus, sieht darin aber einen positiven Effekt in einer Konkurrenz verschiedener religiöser Angebote wie religiöser Gemeinschaften, Glaubensüberzeugungen und religiöser Praktiken. Das Modell hat sich am US-amerikanischen Pluralismus von kirchlichen Angeboten orientiert. Ein positives ökonomisches Modell der Religion findet sich etwa bei Rodney Stark.
Entgegen gängigen Säkularisierungstheorien, die Säkularisierung als Auflösung vorgegebener Werteordnungen deuten, hat Charles Taylor den Aspekt der Optionalisierung von Verhaltensweisen und Weltanschauungen, auch der Religiosität, als Charakteristikum der Säkularisierung herausgestellt. Dabei verortet er den Ursprung von Säkularität im Christentum, weshalb er seine Säkularisierungstheorie als nur auf Europa und Nordamerika anwendbar sieht. Taylor beschreibt Säkularisierung als einen Prozess, in dem der Glaube zu einer von mehreren Optionen in der Moderne geworden sei. Er hebt die Pluralität von Sinnangeboten hervor und sieht Religion als eine Möglichkeit zur Transzendenzerfahrung, jedoch nicht als die einzige.

## Säkularisierung im internationalen Vergleich
Obwohl Religionen global gesehen an Einfluss verlieren (s. Tabelle), vollzieht sich dieser Prozess in den einzelnen Ländern mit stark unterschiedlichen Geschwindigkeiten. Tatsächlich gibt es noch etliche Länder, in denen die Religiosität der Bevölkerung bei nahezu 100 % liegt (z. B. Indien). Allerdings zeigen auch diese Länder einen altersabhängigen Rückgang der Religiosität: Je jünger die Befragten, desto geringer war die Bedeutung der Religion für sie. Die einzige Ausnahme hierbei scheint Israel zu sein, wo der Einfluss der Religion auch bei Jüngeren zugenommen hat.
| Land                  | 2005 | 2012 | Abnahme in %-Punkten |
| --------------------- | ---- | ---- | -------------------- |
| Vietnam               | 53 % | 30 % | 23 %                 |
| Irland                | 69 % | 47 % | 22 %                 |
| Schweiz               | 71 % | 50 % | 21 %                 |
| Frankreich            | 58 % | 37 % | 21 %                 |
| Südafrika             | 83 % | 64 % | 19 %                 |
| Island                | 74 % | 57 % | 17 %                 |
| Ecuador               | 85 % | 70 % | 15 %                 |
| USA                   | 73 % | 60 % | 13 %                 |
| Kanada                | 58 % | 46 % | 12 %                 |
| Österreich            | 51 % | 42 % | 10 %                 |
| Durchschnitt weltweit | 77 % | 68 % | 09 %                 |

Tabelle: Zehn Länder, in denen die Religiosität seit 2005 deutlich abgenommen hat. Die Prozentzahlen geben den Anteil der erwachsenen Bevölkerung an, die sich selbst als „religiös“ bezeichnen. Der globale Durchschnitt wurde unter Berücksichtigung der relativen nationalen Anteile an der erwachsenen Bevölkerung errechnet.
Nach einer Studie des Pew Research Centers wird der Anteil der konfessionslosen Weltbevölkerung innerhalb der nächsten 30 Jahre von 15,6 % (2020) auf 13,2 % (2050) sinken.

### Europa
In Europa begann die Säkularisierung mit der Aufklärung und erreichte in der Französischen Revolution und im Sozialismus mit der angestrebten völligen Abschaffung der Religion vorläufige Höhepunkte (Beispiele: Einführung eines Revolutionskalenders ab dem „Jahr der Revolution“, Abschaffung der nichtrevolutionären Feste, radikale Enteignung der Klöster und Ordensgemeinschaften). Allerdings ist dieser Prozess voraussichtlich noch nicht abgeschlossen, zumal in vielen Ländern die Kirchen noch einen großen Einfluss ausüben. Jedoch zeigen praktisch alle europäischen Länder einen zurückgehenden Einfluss der Religion, wie man an der Mitgliederentwicklung in den Religionsgemeinschaften sehen kann.
Wie die meisten anderen europäischen Länder wurde auch Deutschland in den letzten Jahrzehnten säkularer. Im Jahr 1950 waren nur 3,6 % aller Deutschen konfessionslos. Im Jahr 1990 (nach der Wiedervereinigung) waren es 22,4 %, im Jahr 2021 bereits 42,0 %.
Somit haben die Kirchen in Deutschland einen schrumpfenden Einfluss. So gibt es zwar in Deutschland die staatlich eingezogene Kirchensteuer, Religionsunterricht, die staatliche Alimentierung von Bischöfen, Privilegien für Tendenzbetriebe und das Tanzverbot zu bestimmten christlichen Feiertagen, aber in Ostdeutschland (außer im Eichsfeld) ist inzwischen die statistisch niedrigste Kirchenzugehörigkeit in Europa zu verzeichnen. Für eine vollständige Trennung von Kirche und Staat setzt sich in Deutschland unter anderem die Partei der Humanisten ein.

### USA
Die Säkularisierung in den USA schreitet rasch voran. Von 2008 bis 2015 nahm die Zahl der Amerikaner ohne religiöse Zugehörigkeit von 16 % auf knapp 23 % zu.
Vor der Aufklärung entzogen sich viele Europäer der Monarchie „von Gottes Gnaden“ durch Auswanderung in die Neue Welt. Die USA sind seit ihrer Konstitution 1776 ein säkularer Staat. Im Gegensatz zu der Verbreitung des Atheismus in Europa behielt hier die Religiosität einen hohen Stellenwert und führte zur Gründung einer Vielzahl reformierter Kirchengemeinden. Weitgehender Konsens bestand und besteht in der gesellschaftlichen Bedeutung des Christentums, allerdings waren viele der damaligen Führungselite des amerikanischen Staates keine Christen, sondern Deisten. Durch die Zersplitterung in einzelne christliche Konfessionen und die allgemein anerkannte Toleranz gegenüber dieser Entwicklung konnte sich jedoch keine monolithische kirchliche Institution mit politischer Macht herausbilden, wie sie bis dahin aus Europa bekannt war. Religiosität und Religionsfreiheit werden heute in den USA als gleichwertig betrachtet.
Durch nachfolgende Einwanderungswellen gelangten weitere Religionsgruppen aus der arabischen und ostasiatischen Welt in die USA, die sich durch die Tradition der religiösen Toleranz im neuen Umfeld etablieren konnten und selten vom weiterhin vorherrschenden Christentum assimiliert wurden. Einzige Ausnahmen sind die indigenen Religionen der Ureinwohner und der afrikanischen Sklaven, die durch die Christianisierung zurückgedrängt wurden.

### Kanada
Obwohl kleinere Religionen in Kanada prozentual zunehmen (so wuchs der muslimische Anteil der Bevölkerung von 0,9 % im Jahr 1991 auf 3,2 % im Jahr 2011), hat die Rolle der Religion insgesamt spürbar abgenommen. Nach Angaben der kanadischen Statistikbehörde nahm die Zahl der Kanadier „ohne religiöse Zugehörigkeit“ (no religious affiliation) in den Jahren von 1991 bis 2011 von 12,6 % auf 23,9 % zu. Diese Zahlen scheinen im Widerspruch zu den WIN-Gallup-Zahlen (obige Tabelle) zu stehen. Viele Kanadier scheinen jedoch wie viele Europäer zwar getauft und dadurch Mitglied einer Kirche zu sein, bezeichnen sich aber selbst als „nicht religiös“. 51 % der Kanadier waren 2017 der Meinung, dass Religion mehr Schaden in der Welt anrichte als Gutes zu tun. 34 % der Kanadier waren 2017 der Meinung, dass Religion eine wichtige Rolle in der Politik spielen solle. Im Jahr 2011 hatten noch 45 % der Kanadier dieser Aussage zugestimmt.

### Islamische Welt
Die fundamentalistischen Bewegungen, die seit den 1970er Jahren in den meisten islamischen Ländern erstarkt sind, sind zum Teil eine Reaktion auf einen fortschreitenden Säkularisierungsprozess, den sie rückgängig machen möchten. Zum Teil sind die fundamentalistischen Bewegungen aber auch eine Reaktion auf die – meist korrupten – diktatorischen Regierungen ihrer Länder. Für die Stärkung der Theokratie wird oftmals mit der „Untrennbarkeit von Religion und Staat“ im Islam argumentiert, aber auch damit, wieder einen gerechten Staat – nach Regeln des Islam – schaffen zu wollen. Gleichwohl gibt es in vielen muslimischen Ländern einen Trend zur Säkularisierung, vor allem angetrieben durch das Internet.
Zu einer besonders radikalen Entwicklung kam es nach dem Zweiten Weltkrieg in Albanien, unmittelbar beeinflusst durch den Stalinismus und die maoistische Kulturrevolution, beides entschieden säkularistische Bewegungen. Unter dem Diktator Enver Hoxha wurde eine gewaltsame Säkularisierung vorangetrieben, die immer radikalere Formen annahm. Sie mündete schließlich 1967 in ein totales Religionsverbot, das die Praktizierung jedweder Religion unter Strafe stellte. Hoxha erklärte das Land zum „ersten atheistischen Staat der Welt“, Moscheen und Kirchen wurden systematisch zerstört. Siehe dazu auch: Religiöse Verfolgung.
Obwohl eine gewaltsame Forcierung der Säkularisierung in der Geschichte durchaus nicht ungewöhnlich ist, ist dieser Fall besonders bemerkenswert. War Säkularisierung von Befürwortern oft als ein Prozess der „Befreiung“ verstanden worden, verkehrte sie sich hier besonders drastisch in ein Mittel zu Repression und ideologischer Indoktrination. Albanien von 1967 bis 1990 kann sogar in gewisser Hinsicht als das atheistische Gegenstück zu einem religiösen Gottesstaat angesehen werden.
Ein Beispiel für die Säkularisierung ist die Türkische Republik. Seit 1923 herrscht in der Türkei mit der Republikgründung der Laizismus, d. h. die Trennung von Staat und Religion. Der Laizismus ist eines von sechs Grundprinzipien des Kemalismus (nach Mustafa Kemal). Zu den wichtigsten Akten auf dem Weg der Säkularisierung in der Türkei zählen die Abschaffung des Kalifats, die Einführung des Gregorianischen Kalenders anstelle der islamischen Jahreszählung nach dem Mondzyklus und die Einführung der Schulpflicht.
Ein Indikator für die Säkularisierung in der Türkei ist die Anerkennung der Evolutionstheorie (mittlerweile von 30 % der Bevölkerung anerkannt, 50 % lehnen sie nach wie vor ab, 20 % sind unentschlossen).
Obwohl Saudi-Arabien als Theokratie betrachtet wird, gibt es zunehmende Anzeichen für eine Säkularisierung in der Bevölkerung. Daten des Meinungsforschungsinstitutes Gallup zeigen, dass bis zu 5 % der saudischen Bevölkerung Atheisten sein könnten, auch wenn diese dort offiziell als „Terroristen“ betrachtet werden und Abfall vom muslimischen Glauben mit der Todesstrafe geahndet werden kann.

## Säkularisierung und Demografie
Auf eine weitreichende Konsequenz der Säkularisierung haben u. a. die US-Politikwissenschaftler Ronald Inglehart und Pippa Norris auf Basis des World Values Survey hingewiesen: In säkularisierten Gesellschaften sinkt die Geburtenrate unter die Bestandserhaltungsgrenze (siehe Demografie). Weltweit wachsen religiöse Populationen, während säkulare schrumpfen – was einen wichtigen Faktor auch gegenwärtiger Konflikte abbildet.
Religionswissenschaftler haben diesen Zusammenhang zwischen abnehmender Religiosität bzw. Säkularisierung und Demografie auch anhand von ALLBUS-Daten innerhalb Deutschlands und einer Untersuchung des Instituts der deutschen Wirtschaft empirisch bestätigt gefunden. Auch in Deutschland haben Menschen, die sich als nicht religiös einschätzen, durchschnittlich weniger Kinder als religiöse Menschen.

## Säkularität und Gender
Die Historikerin und Gendertheoretikern Joan Wallach Scott macht auf den Gender-Aspekt der Säkularisierungsdebatte aufmerksam. Sie nimmt exemplarisch auf das Konzept der französischen Laizität Bezug und zeigt diachron wie synchron auf, wie sich die Säkularisierungsdebatte mit Fragen der Geschlechtlichkeit und Sexualität verbindet. Im antiklerikalen Diskurs des Frankreichs des 19. Jahrhunderts wurde Frauen ein ihrem Wesen eignender Hang zu „Leichtgläubigkeit“ und „Aberglauben“ zugeschrieben, weshalb ihnen aus Sorge vor einem potentiellen Machtzuwachs für den Klerus das politische Stimmrecht verwehrt wurde. Scott zeigt auf, wie im Sinne eines Vorantreibens der Säkularisierung in Gestalt der Zurückdrängung des öffentlichen Einflusses der katholischen Kirche der postulierte Gegensatz zwischen Vernunft und Religion mit einem so dargestellten wesenhaften Gegensatz zwischen Männern und Frauen verbunden wurde. In jüngst und aktuell geführten Debatten um Laizität verbindet sich die Einforderung von umfassender Freiheit und Gleichheit für alle Menschen mit einem antimuslimischen Impuls. So werden vor allem muslimische Frauen, die ihre religiöse Zugehörigkeit äußerlich kenntlich machen, zum diskursiven Ort, an dem ein Kulturkampf zwischen christlichem Säkularismus und Islamfeindlichkeit ausgetragen wird. Eine Gesetzgebung, die öffentlich getragene religiöse Symbole verbietet, betrifft de facto nur Musliminnen und Muslime. Im Zuge der sog. „Kopftuchdebatte“ wird in der Folge an muslimischen Frauen im Namen der Laizität, Freiheit und Gleichheit, ein Exempel für die behauptete nicht vorhandene Modernefähigkeit des Islam statuiert. Kritisch ist zu konstatieren, dass die Betroffenen-Perspektive in Scotts Beitrag weitgehend unberücksichtigt bleibt. Ebenso wird auch die Einordnung in die übergeordnete Debatte um den Eurozentrismus der klassischen Säkularisierungstheorie zu wenig diskutiert.

## Kritik der Säkularisierungstheorie
Kritik richtet sich heute gegen die Behauptung des Bedeutungsrückganges von Religion in der Moderne. Kritiker verweisen auf Entwicklungen in Südkorea, Russland oder den USA. Immer dort, wo sich Religionen mit anderen wirtschaftlichen oder politischen Interessen verbinden, stärkt das die Religionen. Jedoch gebe es auch Faktoren, die die Bedeutung von Religion schwinden lasse. Dieses sei der Haupttrend in Westeuropa. Andere Autoren weisen auf das permanente Wechselspiel zwischen Säkularisierung und (Re-)Sakralisierung in westlichen Gesellschaften hin. So seien nach den ersten demokratischen Revolutionen im 18. und 19. Jahrhundert die religiösen Traditionen rasch wieder erstarkt. Häufig wurde auch bestritten, dass in den USA – einem Land, das von vielen religiösen Sektierern, die in ihren Heimatländern ausgewiesen wurden, mitbegründet wurde und in dem noch 1692 Hexen verfolgt wurden – jemals eine Säkularisierung stattgefunden habe. Etwa 60 Prozent der US-Amerikaner bekennen sich dazu, immer gläubig gewesen zu sein. Detlef Pollack argumentiert dagegen, dass die höhere Religiosität der Amerikaner im Vergleich zu den Europäern mit den Annahmen der Säkularisierungstheorie gut vereinbar sei: Sie erkläre sich unter anderem aus dem ungewöhnlich hohen Grad an existentieller Unsicherheit und sozialer Ungleichheit in den USA und aus der millionenfachen Zuwanderung gläubiger Menschen aus Lateinamerika. Jedoch gingen liberale Amerikaner aufgrund der zunehmenden Verschmelzung von evangelikalen und konservativen Positionen zunehmend auf Distanz zu Kirche und Religion.
Ein weiterer Kritikpunkt an dem Diskurs um Säkularisierung ist die unzureichende Auseinandersetzung mit seinen eurozentristischen Allgemeinbegriffen, wie beispielsweise der Religionswissenschaftler und interkulturelle Theologe Michael Bergunder kritisch ausführt. Allgemeinbegriffe fungieren im Diskurs als Vergleichspunkte. Als solche gehen sie dem Vergleich voraus, werden im Vergleich selbst nicht hinterfragt und sind von einem Prototyp her gebildet. Im Falle der für den Säkularisierungsdiskurs zentralen Allgemeinbegriffe „Religion“, „Esoterik“ und „Säkularisierung“ ist die europäische Geschichte dieser Prototyp. In diesem Sinne ist den Begriffen ein Eurozentrismus inhärent. Dem entspricht die Legitimation durch ein regionalisiertes Ursprungsdenken. Ein „Rückzug in westliche Begriffe“ im Sinne einer Anwendung der Begriffe nur auf den Prototyp „Europa“ oder „Westen“ ist aber nicht möglich, da der Status als Allgemeinbegriff mit universalem Anspruch dennoch erhalten bliebe, und die Begriffe heute zudem global verwendet werden. Alternativ plädiert Bergunder für eine Historisierung der Allgemeinbegriffe nach dem genealogischen Ansatz Foucaults. Dabei richtet sich der Blick von der Gegenwart her auf die Vergangenheit und fragt nach der Vor-Geschichte gegenwärtiger Positionierungen. Die Vor-Geschichte der heute global verwendeten Begriffe ist von daher (entgegen der Tendenz des regionalisierten Ursprungsdenkens) auch im globalen Diskurs zu suchen. So sollen verschleierte Zusammenhänge und die wesentliche Prägung heutiger Verständnisse von Religion und Esoterik im 19. Jh. offengelegt werden.